# Историјски архив у Пироту
Историјски архив у Пироту делује као установа заштите у пиротском крају. Архив је настао усвајањем предлога Народног одбора Среза Пирот 1956. године. Историјски архив Пирот врши заштиту архивске грађе и регистратурског материјала на територији града Пирота и општина Бела Паланка, Димитровград и Бабушница. На седници Савета Државне архиве Среза Пирот одржаној 8. фебруара 1957. године донет је Статут Државне архиве Среза Пирот према коме је регулисана организациона структура и утврђени начини рада.

## Почеци
За управника Архива је постављен Душан Ћирић, учитељ. Радио је у музеју Пирот па је премештен у Архив. Био је на овој функцији од 1. јануара 1957 до 2. новембра 1962. године.
Како би се грађа што боље чувала на овом подручју, Среско веће Народног Одбора Среза Пирот, својим решењем Архиву Пирот даје задатке да: чува турска архивска документа, документа на црквено-словенском језику, публикације домаћих и страних писаца о Пироту и његовој околини, архивски материјал које се тичу ратовања у пиротском округу, архиве предузећа, архиве окупатора и политичких странака, часописи или публикације Пироћанаца. Савет за просвету и културу Среза Пирот је формирао неколико општинских комисија за прикупљање архивског материјала и то у : Темској, Црноклишту, Враништу, Станичењу, Осмакову, Куманову, Сопоту, Ореовици, у Топлом Долу, Засковцима, Мирковцима, Базовику, Шугрину, Рагодешу, Церови, Орљи, Рудињу, Крупцу, Сукову, Великом Селу, Трњани, Извору и Басари.
Попис на крају 1957. године је донео на увид чињеницу да је Архив имао грађу у 446 регистратура од 925 дужних метара.
Године 1960. одлуком Савета Историјског архива у Нишу, Државна архива Среза Пирота приступа Архиву у Нишу као Архивски центар. Овај период Архива није био делотворан јер је Архив тада обављао само најосновније функције и грађа је пропадала на терену. Тада је у Архиву радила само једна жена. 1979. и 1980. године Архив добија раднике који су факултетски образовани и Архив Србије врши обуку ових радника за заштиту грађе. Од 1988. одлуком Историјског архива у Нишу, Архивска одељења Пирот и Прокупље се изузимају и враћају својим оснивачима.

### Период 1989-1993
Године 1989. се Архив Пирота удружио са Музејом Понишавље. Директорка, одлуком СО Пирот, постаје Радмила Влатковић. Тада је Архив имао проблема са простором јер је за радне просторије користио просторије СО Пирот на трећем спрату. Како је архивска грађа била у згради Новакове виле, архивисти су морали да свакодневно доносе грађу са једног места на друго.

### Период 1993-2016
На седницама Скупштине општине Пирот, Скупштине општине Бабушница и Скупштине општине Димитровград је донета одлука да се оснује Историјски архив у Пироту за ове општине.
За директора је постављен Милета Манић. Касније је Архив бројао шест запослених. СО Пирот поставља на место директора Божу Јовановића док Милета Манић обавља функцију помоћника директора. Влада Републике Србије доноси одлуку о оснивању Управног и Надзорног одбора Архива. Како је Архив имао велике проблеме са простором где се смешта архивска грађа, СО Пирот је одлучила да финансира израдњу нове зграде Архива уз суфинансирања Министарства културе. Градња је почела 2004. године а свечано отварање је одржано 15. децембра 2006. године.

## Данас
Данас се у Архиву налази грађа за 297 фондова и 7 збирки у укупној дужини од 1354 дужна метра у временском раздобљу од 1842 - 2015. године.
Најстарије писмо које се чува јесте Хиландарско писмо Пироћанцима из 1842. године.

## Издања Архива
- Душан Ћирић и Петар Козић, Хронологија важних догађаја из радничког покрета у Пироту од Првог светског рата, 1959
- Милета Манић, 65 година ватрогаства у Пироту, 1999
- Љубодраг Поповић, Пописи и шематизам у Пироту од 1878-1910, 2010
- Милета Манић, Надимци (Прекори) Пироћанаца, 2011
- Горан Николић, Виден Панчић, Драгослав Војчић, Радни полет омладине пиротског краја 1944-1989, 2012
- Душан Ђурић, Камени угаљ и гарави "Ћира" у сенци прошлости, 2012
- Миљан Манић, Бесмртници, Споменица изгинулим у ратовима 1912-1918, 2014
- Гордана Стојановић, Трагом старих фотографија, 2014
- Никола Божић, Догађаји и сећања, 2014
- Никола Виденовић, Трњански родослов, 2014
- Миљан Манић, Мој предак у Великом рату, 2015
- Предраг Видановић, Пиротски крај у европском вртлогу, 2015
- Историјски архив у Пироту, Милета Манић, Пирот, 2016.
- Пиротски времеплов – хронологија, Миљан Манић, Пирот, 2017.
- Ратни дневник : 1912-1919, Светозар Ј. Николић, Пирот, 2018.
- Пирот – од турске касабе до модерног града, преко Берлина и Версаја: зборник радова, Пирот, 2018.
- Мој предак у Другом светском рату – дечји радови, Пирот, 2018
- Десимир Петровић: живот и дело визионира и градитеља, Бора Костић, Пирот, 2018
- Водич Историјског архива у Пироту, Предраг М. Видановић, Пирот, 2019
- Руска емиграција у Пироту, Давор Лазаревић, Пирот, 2019
- Последњи трон капетана Владана Јовановића, Драгица Јовановић, Пирот, 2019
- Архивско огледало прошлости, Предраг М. Видановић, Пирот, 2020